# Чамские языки
Ча́мские (тямские) языки — языки тямов и горных тямов, народов, проживающих во Вьетнаме и Камбодже. Уцулы, говорящие на цатском языке, живут на Хайнане и официально включаются в народность хуэй.
Крупнейшими языками являются джарайский (230 тыс. чел.) и чамский (280 тыс. чел.). Меньше всего носителей — около 3 тысяч — у цатского языка.
Составляют отдельную группу в составе Малайско-чамской ветви Западнозондской зоны австронезийской семьи языков. Родственны языкам Индонезии, Филиппин, Океании, Мадагаскара и Тайваня, но наиболее близки малайскому и индонезийскому.

## Классификация
Чамские языки включают 8-10 языков.
Примечание: часто этнонимы этой группы имеют по несколько вариантов написания и транскрипции.
Северная подгруппа
- Цатский язык

Южная подгруппа
- Прибрежные языки
  - кластер чам-тьру
    - Тьру (чру, чрау, чуру).
    - Чамский (чам, тям). Иногда выделяются два языка: западночамский и восточночамский.

  - роглайский кластер
    - Раглайский (роглай). Наречия (возможно разные языки): адлай (северный), как-зя.
    - Рай (сэйю, южнораглайский).
- Горные языки (группа Плато)
  - Хрой (харой).
  - Джарайский (зярай). Диалекты: арап, хруэ, ходрунг, пуан.
  - Эде (рде, раде). Диалекты: адхам, бих, бло, кадрао, крунг, мдхур, рде-кпа.